# Giacinto Namias
Giacinto Namias (* 10. April 1810 in Venedig; † 1. Januar 1874 ebenda) war ein italienischer Mediziner.

## Leben
Giacinto Namias stammte aus einer jüdischen Familie spanischer Herkunft. Er besuchte die jüdische Schule und die Rabbinerschule in Venedig, bevor er an der medizinischen Fakultät der Universität Padua studierte. Dort wurde er auch 1834 promoviert. In Padua war er auch Mitbegründer des Giornale per servire ai progressi della patologia e terapeutica (ab 1838 Materia medica). Es folgte ein Studienaufenthalt in Wien. Anschließend kehrte er nach Venedig, wo er sich 1848/49 der Cholera widmete, zurück. Er wurde Chefarzt am Städtischen Krankenhaus in Venedig (Ospedale Grande di Venezia).
1843 wurde er korrespondierendes, 1846 ordentliches Mitglied des Istituto Veneto di Scienze, Lettere ed Arti und wurde 1855 dessen Sekretär, von 1865 bis 1868 war er dessen Präsident.